# Reaveley
Reaveley är en ort i civil parish Ingram, i grevskapet Northumberland i England. Orten är belägen 18 km från Alnwick. Reaveley var en civil parish 1866–1955 när det uppgick i Roddam. Civil parish hade 24 invånare år 1951.